# 出雲型装甲巡洋艦
| 出雲型装甲巡洋艦  | 出雲型装甲巡洋艦 |
| ----------------- | --- |
| 竣工時の 「出雲」 | |
| 艦級概観          | |
| 艦種              | 装甲巡洋艦 |
| 艦名              | 地名 |
| 前級              | 吾妻 (装甲巡洋艦) |
| 次級              | 春日型装甲巡洋艦 |
| 性能諸元          | |
| 排水量            | 常備：9,773トン |
| 全長              | 123.0m 121.9m（水線長） |
| 全幅              | 20.9m |
| 吃水              | 7.4m |
| 機関              | ベルヴィール式石炭専焼水管缶24基 直立型三段膨張式四気筒レシプロ機関2基2軸推進                                                                       |
| 最大出力          | 14,500hp |
| 最大速力          | 20.8ノット |
| 航続距離          | 10ノット／7,000海里 |
| 燃料              | 石炭：600トン（常備）、1,200トン（満載） |
| 乗員              | 648名 |
| 装甲              | 舷側装甲：178mm 上部水線帯：127mm 甲板装甲：102mm 主砲塔装甲： -mm（前盾）、-mm（側盾）、-mm（後盾）、-mm（天蓋） バーベット部：152mm 司令塔：356mm |
| 兵装（新造時）    | 20.3cm（45口径）連装砲2基 15.2cm（40口径）単装速射砲14基 8cm（40口径）単装速射砲12基 オチキス 47mm機砲8基 45.7cm水中魚雷発射管単装4基               |
| 航空兵装          | 無し （1934年改装で出雲のみ水上機1機搭載、カタパルト無し）                                                                                          |

出雲型装甲巡洋艦（いずもがたそうこうじゅんようかん）は、大日本帝国海軍の装甲巡洋艦の艦級である。

## 概要
本型は大日本帝国海軍が1896年の六六艦隊整備計画に於いて、装甲巡洋艦6隻の第一期拡張計画第2期により日露戦争前にイギリスに発注されたクラスである。タイプシップは先に建造された「浅間型」に採り、本型はその改良型としてフィリップ・ワッツ造船技師の手により設計された。外観上での変更点は前型で艦首にあった45cm水中魚雷発射管1門を減じて艦首を整形したほか、機関を旧式の円缶12基で2本煙突であった物を、フランスが開発したベルヴィール式24基に変更したことにより3本煙突となった。最高出力はやや減じたものの、機関重量は約300トンの軽量化に繋がり速力は維持できた。建造は2隻ともアームストロング社エルジック造船所で建造された。

## 艦形

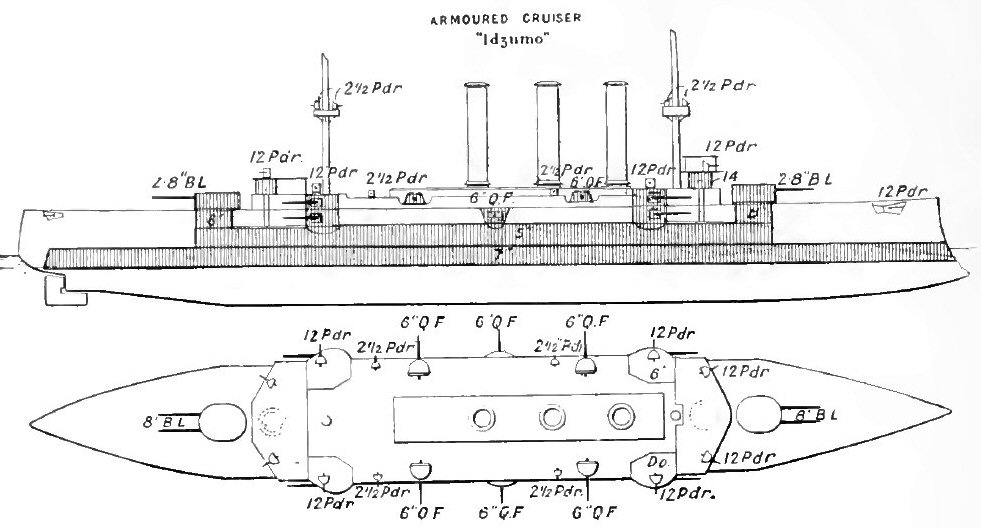
本級の武装・装甲配置を示した図。

船体形状は典型的な平甲板型船体であり、凌波性を良くするために乾舷を高く取られている。艦首には未だ衝角（ラム）が付いている。
主砲は新設計の「20.3cm（45口径）砲」を楕円筒形の連装砲塔に纏め、1番主砲塔、司令塔を組み込んだ操舵艦橋、単脚の前檣、等間隔に並んだ三本煙突の両脇に細めの通風筒が5本ずつ計10本立つ。その後ろに艦載艇置き場、ボート・クレーンの基部を兼ねる単脚の後檣、2番主砲塔の順である。15cm（40口径）単装砲は、浅間型装甲巡洋艦と同じく片舷7基計14基である。
他には水雷艇対策に艦首・艦尾と上甲板に8cm（40口径）単装速射砲が12基、47mm砲単装8基。艦首部の水上魚雷発射管が廃止されたために艦首形状は改善された。

## 武装

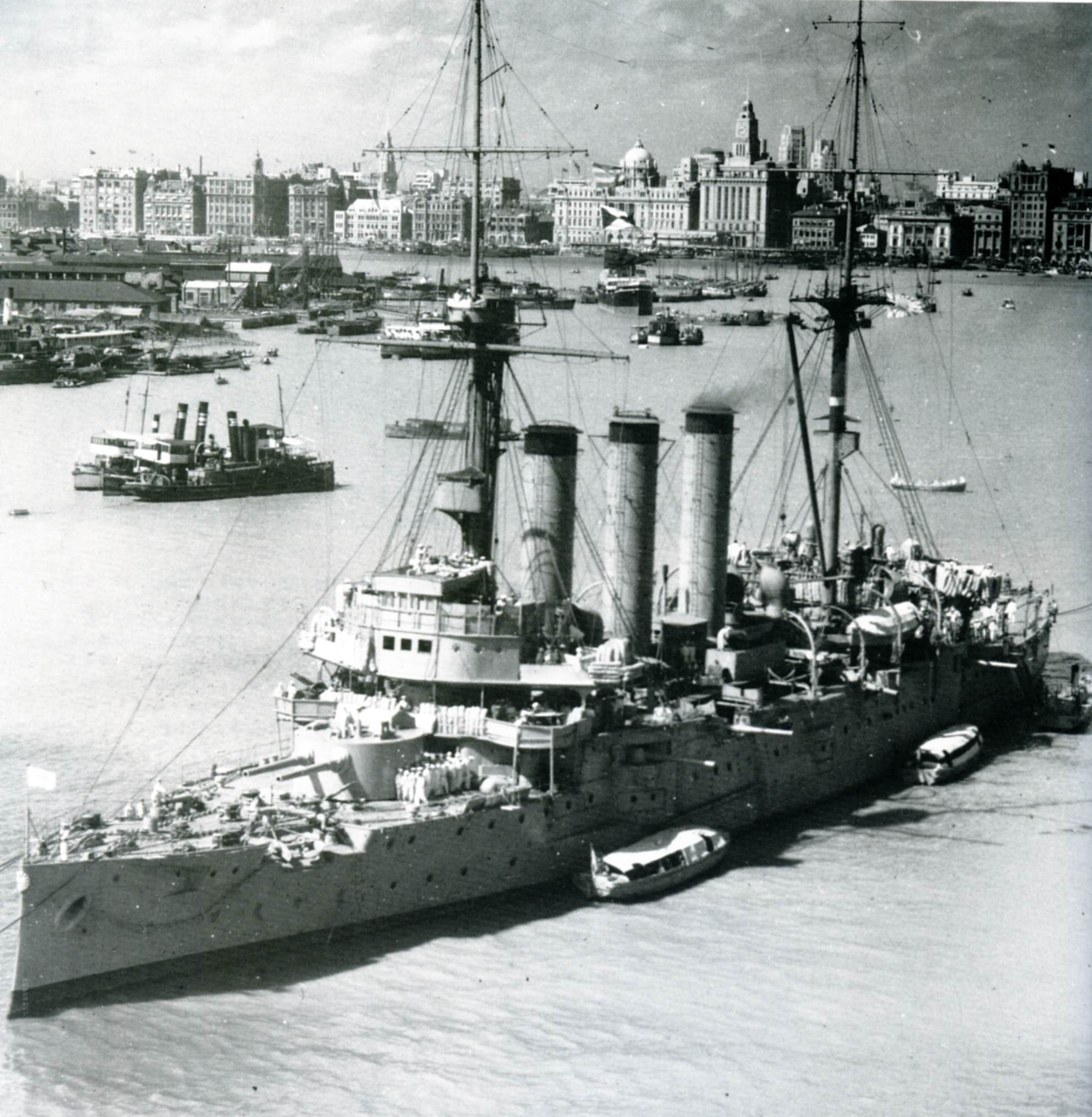
上海における近代化改装後の「出雲」。艦橋の直下の両側に毘式40mm連装機関砲座が新設され、水上機運用のために後檣の基部にクレーンが付いた。

本級の主砲はアームストロング社の新設計の「20.3cm（45口径）砲」である。これを楕円筒型の連装砲塔に収めた。この砲塔は左右150度に旋回でき、仰角30度･俯角5度であった。重量113kgの砲弾を毎分2発の間隔で発射できた。射程は仰角30度で18,000mである。
副砲は「1895年型 15.2 cm（40口径）砲」を採用し、この砲は毎分5発を発射できたが、熟練した兵ならば7発が可能であった。45.4kgの砲弾を俯仰角度は仰角20度・俯角5度で、仰角20度で9,140 mの射程を持っていた。
他に、ヴィッカーズ社の「1894年型 8cm（40口径）砲」を単装砲架で12基、47mm単装砲を8基、45.7cm魚雷発射管を単装で舷側部水中に4基を装備した。
就役後の1924年に8cm速射砲4基と47mm単装砲4基と45cm魚雷発射管2門を減じ、対空火器として「三年式8cm（40口径）単装高角砲」を1基搭載した。1930年代初頭に機関を換装した折に15.2cm速射砲6門・8cm速射砲4門・47mm単装砲4門
45cm魚雷発射管2門が撤去された。この後に「磐手」も三式 8cm単装高角砲2基を搭載した。
1945年に20.3cm主砲4門と15.2cm副砲4門を撤去し、対空火器として「八九式 12.7cm（40口径）高角砲」を連装砲架で2基、「九六式 25mm機関銃」を「出雲」は三連装2基と連装砲架2基、単装砲架で4基、「磐手」は連装砲架2基と単装砲架で3基、13.2mm単装機銃2丁を搭載した。

## 機関

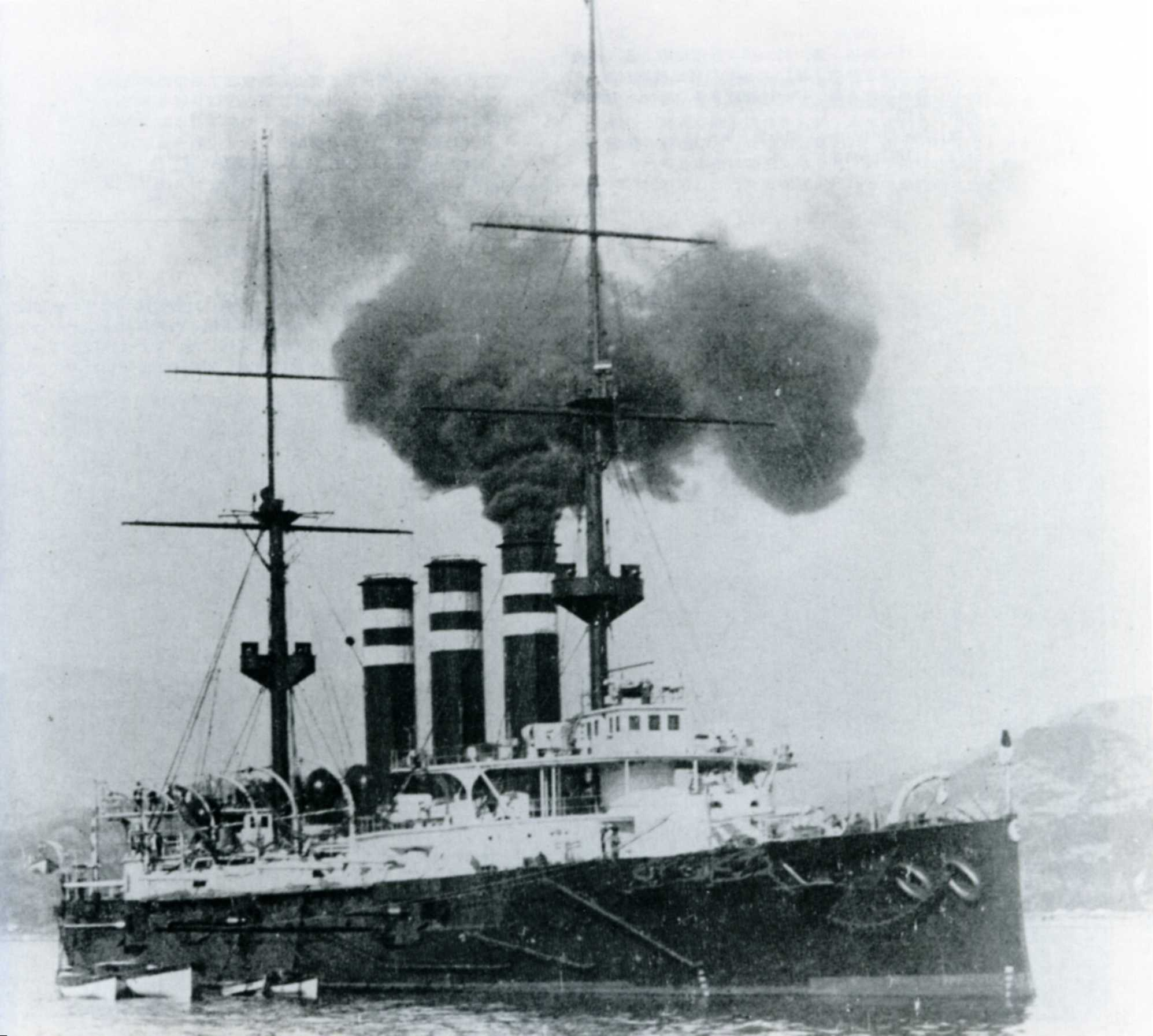
竣工時の「磐手」。

ボイラーはベルヴィール式石炭専焼水管缶を24基に直立型三段膨張式四気筒レシプロ機関2基2軸推進とし、出力14,500馬力で速力20.8ノットを発揮し浅間型に比べ機関出力は小さかった。航続距離は石炭1,402トンを搭載した状態で速力10ノットで7,000海里を航行できた。
なお、「磐手」は1931年、「出雲」は1935年に老朽化したボイラーをヤーロー式重油・石炭混焼水管缶6基に換装した。これにより速力は16ノットに低下したが信頼性は上がった。

## 防御
本型の防御は同世代のイギリス戦艦と同様で、浅間型と同じく水線部に89mmから178mmという例を見ない重装甲が張られ、同時期のイギリス海軍のクレッシー級装甲巡洋艦が主砲は23.4cmカノン砲でも水線部は152mmであることに比べても本型は重防御であった。これに加えて、装甲材質をニッケル鋼板から高い対弾能力を持つクルップ式浸炭鋼板を採用したことで、舷側装甲帯の長さを短縮し甲板装甲の増厚が行われたのが主な改正点である。

## 同型艦
- 出雲（いずも）
- 磐手（いわて）